# Liste der denkmalgeschützten Objekte in Teplice
Grundlage dieser Liste der denkmalgeschützten Objekte in Teplice (Okres Teplice) ist die ÚSKP-Liste (Ústřední seznam kulturních památek České republiky, deutsch Zentrale Liste der Kulturdenkmäler der Tschechischen Republik), die von der tschechischen Denkmalschutzbehörde NPÚ (Národní památkový ústav, deutsch Nationale Denkmalbehörde) seit 1987 geführt wird und an die seit dem Jahr 1850 geschaffenen Listen anschließt.

## Denkmalgeschützte Objekte nach Ortsteilen

### Teplice(Teplitz)
| Lage                                                         | Objekt                                        | Beschreibung | ÚSKP-Nr.                  | Bild                                      |
| ------------------------------------------------------------ | --------------------------------------------- | --- | ------------------------- | ----------------------------------------- |
| Teplice, Zámecké náměstí 517/14 (Standort)                   | Schloss Teplice (Schloss Teplitz)             | Schloss Teplice, jetzt Stadtmuseum, dazu gehören Amtshaus Nr. 518 mit Vogel-Treppen und Voliere, Kolostuj-Türmchen (Lusthaus) Nr. 520, Garten- und Kugel-Haus Nr. 525, Apollo-Tempel, Empire-Pavillon, Kirche des Heiligen Kreuzes, Krypta der Basilika, Schlosspark mit Stützmauer, Erato-Statue, Nepomuk-Statue, Barbara-Statue auf einer Säule, dekorative Vasen, Beethoven-Büste, Säule der Jungfrau Maria, Aussichts-Pavillon, Schlossteich und Oberteich mit Brücke und Inseln | 43058/5-2482 Info Katalog | weitere Bilder                            |
| Teplice, Zámecké náměstí (Standort)                          | Dreifaltigkeitssäule (Pestsäule)              | Architektonische Bildhauerarbeit - Dreifaltigkeitssäule (Pestsäule), Werkstatt Matthias Bernhard Braun | 42458/5-2492 Info Katalog | weitere Bilder                            |
| Teplice, Zámecké náměstí 68/1 (Standort)                     | Haus „Goldenes Herz“                          | Haus „Goldenes Herz“ (1824), jetzt Restaurant „U Zámku“ | 42503/5-2488 Info Katalog | weitere Bilder                            |
| Teplice, Zámecké náměstí 69/3 (Standort)                     | Hotel „Goldenes Kreuz“                        | Hotel „Goldenes Kreuz“ | 43686/5-2489 Info Katalog | weitere Bilder                            |
| Teplice, Zámecké náměstí 140/4 (Standort)                    | Haus „Stadt Klagenfurt“                       | Stadthaus „Stadt Klagenfurt“ | 43980/5-5264 Info Katalog | weitere Bilder                            |
| Teplice, Zámecké náměstí 136/8 (Standort)                    | Hotel Prince de Ligne                         | Hotel Prince de Ligne | 43002/5-2487 Info Katalog | weitere Bilder                            |
| Teplice, Zámecké náměstí 71/9 (Standort)                     | Dekanat                                       | Dekanat Teplice | 43702/5-2490 Info Katalog | weitere Bilder                            |
| Teplice, Zámecké náměstí 511/10 (Standort)                   | Haus „Zur Schule“                             | Stadthaus „Zur Schule“ | 43512/5-2486 Info Katalog | weitere Bilder                            |
| Teplice, Zámecké náměstí 526/12 (Standort)                   | Clary’sches Amtshaus bzw. Gutshaus            | Verwaltungsgebäude – Clary’sches Amtshaus | 42567/5-2485 Info Katalog | weitere Bilder                            |
| Teplice, Zámecké náměstí 135/19 (Standort)                   | Kirche Johannes der Täufer                    | Dekanatskirche Johannes der Täufer (Děkanský kostel sv. Jana Křtitele) | 42951/5-2491 Info Katalog | weitere Bilder                            |
| Teplice, Lázeňská 72/1, 106/50 (Standort)                    | Badehaus „Beethoven“ (Lázeňský dům Beethoven) | Areal Badehaus „Beethoven“ mit Haus „Goldene Sonne“ (mit Gedenktafel für Ludwig van Beethoven, 1812), Eckhaus zum Schlossplatz, Haus „Grünes Kreuz“, Haus Pelikan (mit Tafel für Josef Dobrovský), Haus „Goldene Harfe“ (mit Gedenktafel für Ludwig van Beethoven, 1811 und Restaurant „Beethoven“), Haus zum Goldenen Brunnen, Neues Haus mit Innenhof und Kesselhaus, nördliches und östliches Badehaus (mit der Gedenktafel für Alexander von Humboldt)                           | 42624/5-2493 Info Katalog | weitere Bilder                            |
| Teplice, náměstí Svobody 1/4 (Standort)                      | Altes Rathaus                                 | Altes Rathaus | 42623/5-2513 Info Katalog | weitere Bilder                            |
| Teplice, náměstí Svobody 2/2 (Standort)                      | Neues Rathaus                                 | Neues Rathaus (1886), Architekt: Adolf Siegmund | 43987/5-5271 Info Katalog | weitere Bilder                            |
| Teplice, náměstí Svobody (Standort)                          | Brunnen mit Statue der Madonna                | Brunnen mit Statue der Madonna | 43266/5-2514 Info Katalog | weitere Bilder                            |
| Teplice, náměstí Svobody 225/6 (Standort)                    | Haus Nr. 225 – Restaurant „Radnice“           | Mietshaus, jetzt Restaurant „Radnice“ | 42792/5-2516 Info Katalog | weitere Bilder                            |
| Teplice, Čs. dobrovolců 530/11 (Standort)                    | Gymnasium                                     | Gymnasium (1904), Architekt: Wenzel Bürger | 50487/5-5055 Info Katalog | weitere Bilder                            |
| Teplice, Nádražní náměstí 599/53 (Standort)                  | Bahnhof Teplice v Čechách                     | Bahnhofsgebäude | 43972/5-5256 Info Katalog | weitere Bilder                            |
| Teplice, U nádraží 1763/5a (Standort)                        | Haus Nr. 1763                                 | Stadthaus – Kubistisches Haus; Architekt: Max von Loos (1926) | 43981/5-5265 Info Katalog | Haus Nr. 1763                             |
| Teplice, U Císařských lázní 761/4 (Standort)                 | Erzgebirgisches Theater                       | Erzgebirgisches Theater (Krušnohorské divadlo) (1924 als Neues Stadttheater Teplitz-Schönau eröffnet, Architekten: Rudolf Bitzan, Adolf Linnebach) | 42684/5-5042 Info Katalog | weitere Bilder                            |
| Teplice, im Park beim Theater (Standort)                     | Kolostuj-Jubiläumsbrunnen (1862)              | Kolostuj-Jubiläums-Brunnen (Kolestůjova kašna), errichtet 1862 anlässlich der Entdeckung der warmen Quellen durch einen Schäfer im Jahre 762 (Kolostuj ist der legendäre Gründer von Teplice), Architekt: Adolf Siegmund | 42980/5-2522 Info Katalog | weitere Bilder                            |
| Teplice, Laubeho náměstí 227/2 (Standort)                    | Kaiserbad                                     | Badehaus Kaiserbad (Císařské lázně), Architekt: Adolf Siegmund, Umbau Max von Loos | 43446/5-2496 Info Katalog | weitere Bilder                            |
| Teplice, im Park am Eingang zum Kaiserbad (Standort)         | Apollostatue                                  | Apollostatue | 42914/5-2497 Info Katalog | weitere Bilder                            |
| Teplice, Laubeho náměstí 293/3, Poštovní 3115/10a (Standort) | Haus „Zum Preußischen König“                  | Hotel, später Teplitzer Hauptpostamt, jetzt leer | 43297/5-2495 Info Katalog | weitere Bilder                            |
| Teplice, Laubeho náměstí 258/4 (Standort)                    | Hotel Paradies                                | Stadthaus Paradies, heute Hotel Paradies | 43392/5-2498 Info Katalog | weitere Bilder                            |
| Teplice, Rooseveltova 272/5 (Standort)                       | Parkbad                                       | Badehaus Parkbad (Sadové lázně) | 43091/5-2494 Info Katalog | weitere Bilder                            |
| Teplice, Havlíčkovy sady (Standort)                          | Seume-Kapelle zum Heiligen Kreuz              | Seume-Kapelle, Seume-Grab und -Büste, Grab des Bürgermeisters J. Wolfram | 43493/5-2517 Info Katalog | weitere Bilder                            |
| Teplice, Českobratrská, Chelčického (Standort)               | Bartholomäuskirche                            | Bartholomäuskirche (1861–1864) mit Turm und Treppe, in den 1990er Jahren ein Restaurant, Architekt: Friedrich August Stüler (1800–1865) | 43982/5-5266 Info Katalog | weitere Bilder                            |
| Teplice, Zeyerovo náměstí (Standort)                         | Elisabethkirche                               | Kirche der Hl. Elisabeth von Thüringen (1864–1877), Architekt: Heinrich von Ferstel (1828–1883) | 43983/5-5267 Info Katalog | weitere Bilder                            |
| Teplice, Zeyerovo náměstí bei der Elisabethkirche (Standort) | Nepomuksäule                                  | Nepomuksäule | 42450/5-2523 Info Katalog | Nepomuksäule                              |
| Teplice, Svatopluka Čecha 1170/2 (Standort)                  | Militär-Badehaus - Badehaus Kaiser Franz I.   | Badehaus Judita, jetzt Areal des Militär-Badehauses (Vojenské lázně) | 43714/5-2505 Info Katalog | weitere Bilder                            |
| Teplice, Mlýnská 253/2 (Standort)                            | Haus Nr. 253                                  | Stadthaus – Bäderverwaltung Teplice | 42874/5-2500 Info Katalog | weitere Bilder                            |
| Teplice, Mlýnská 326/6 (Standort)                            | Haus Nr. 326 mit Apotheke                     | Stadthaus mit Apotheke | 42655/5-2499 Info Katalog | weitere Bilder                            |
| Teplice, U divadla 25/2 (Standort)                           | Gesellschaftshaus – Sitz der KSČ bis 1938     | Gesellschaftshaus - Vereinshaus (Sitz der Kommunistischen Partei bis 1938) | 42806/5-4880 Info Katalog | Gesellschaftshaus – Sitz der KSČ bis 1938 |
| Teplice, Masarykova třída 312/1 (Standort)                   | Skulptur Kalvarienberg                        | Skulptur Kalvarienberg am Hotel Thermia | 43780/5-2526 Info Katalog | weitere Bilder                            |
| Teplice-Šanov, Havlíčkovy sady, Lípová ulice (Standort)      | Empire-Brunnen (Empírová kašna)               | Empire-Brunnen (Empírová kašna) | 43985/5-5269 Info Katalog | Empire-Brunnen (Empírová kašna)           |
| Teplice, Lípová 337/10 (Standort)                            | Haus Rosenburg                                | Stadthaus „Rosenburg“ | 43976/5-5260 Info Katalog | weitere Bilder                            |
| Teplice, Lipová 853/11 (Standort)                            | Villa Nr. 853                                 | Villa | 43966/5-5250 Info Katalog | weitere Bilder                            |
| Teplice, Lipová 796/13 (Standort)                            | Villa Nr. 796                                 | Villa mit Nebengebäuden und Garten (1876, ehem. Realgymnasium), Architekt: Adolf Siegmund | 43970/5-5254 Info Katalog | weitere Bilder                            |
| Teplice, U Hadích lázní 1118/7 (Standort)                    | Schlangenbad                                  | Badehaus Schlangenbad (Hadí lázně) | 42821/5-2504 Info Katalog | weitere Bilder                            |
| Teplice, U Hadích lázní 1178/56 (Standort)                   | Badehaus Reichsburg                           | Badehaus Reichsburg (Říšský hrad) | 42717/5-2507 Info Katalog | weitere Bilder                            |
| Teplice, U Hadích lázní 1470/1 (Standort)                    | Steinbad (Kamenné lázně)                      | Steinbad in Schönau (1910–1911), Architekt: Gustav Jirsch (1871–1909) und Edmund Arnim | 43255/5-2506 Info Katalog | weitere Bilder                            |
| Teplice, U Hadích lázní (Standort)                           | Brunnen und Fontaine vor dem Steinbad         | Brunnen und Fontaine vor dem Steinbad in Schönau | 43575/5-2503 Info Katalog | weitere Bilder                            |
| Teplice, U Hadích lázní 1153/44 a 46 (Standort)              | Haus Jitřenka                                 | Stadthaus Jitřenka, jetzt Hauptgebäude des Hotels „Payer“ | 43660/5-2508 Info Katalog | weitere Bilder                            |
| Teplice, U Hadích lázní 1167/52 (Standort)                   | Haus Nr. 1167                                 | Stadthaus, jetzt Bierhaus | 43192/5-2509 Info Katalog | weitere Bilder                            |
| Teplice, U Nových lázní 1101/2 (Standort)                    | Neues Bad                                     | Badehaus Neues Bad (Nové lázně) | 42402/5-2511 Info Katalog | weitere Bilder                            |
| Teplice, U Nových lázní 1222/1 (Standort)                    | Haus Nr. 1222                                 | Stadthaus | 42462/5-2510 Info Katalog | Haus Nr. 1222                             |
| Teplice, U Nových lázní 1286/9 (Standort)                    | Haus „Grüner Baum“                            | Stadthaus „Grüner Baum“, jetzt Sitz von Arcadia Teplice | 43396/5-2512 Info Katalog | weitere Bilder                            |
| Teplice, U Nových lázní 1125/6 (Standort)                    | Haus Nr. 1125                                 | Stadthaus | 43978/5-5262 Info Katalog | Haus Nr. 1125                             |
| Teplice, U Nových lázní 1183/8 (Standort)                    | Haus Nr. 1183                                 | Stadthaus – jetzt Altersheim | 43977/5-5261 Info Katalog | weitere Bilder                            |
| Teplice, Jiřího Wolkera 1349/10 (Standort)                   | Haus Nr. 1349                                 | Stadthaus | 103936 Info Katalog       | weitere Bilder                            |
| Teplice, Jiřího Wolkera 1364/12 (Standort)                   | Haus Nr. 1364                                 | Stadthaus | 43975/5-5259 Info Katalog | weitere Bilder                            |
| Teplice, Revoluční 679/14 (Standort)                         | Haus der Sozialdemokratischen Partei          | Gesellschaftshaus (Vereinshaus der Sozialdemokratischen Partei) | 43286/5-4879 Info Katalog | weitere Bilder                            |
| Teplice, Hřbitovní 647 (Standort)                            | Neuer Jüdischer Friedhof                      | Neuer Jüdischer Friedhof, mit Tor, Haus Nr. 647 (Zeremonial-Gebäude) | 100967 Info Katalog       | weitere Bilder                            |
| Teplice, Pod Doubravkou 1230/6 (Standort)                    | Villa "Landhaus"                              | Stadthaus, Architekt: Reinhold Blaschke d. Ä. | 43816/5-5039 Info Katalog | weitere Bilder                            |
| Teplice, Pod Doubravkou 1348/10 (Standort)                   | Villa „Pod Doubravkou“                        | Villa „Pod Doubravkou“, Architekt: Gustav Jirsch | 43969/5-5253 Info Katalog | weitere Bilder                            |
| Teplice, Pod Doubravkou 1270/1, 1279/3, 1294/5 (Standort)    | Villa Dreihaus (Trojdům)                      | Villa Dreihaus, Architekt: Max von Loos | 43979/5-5263 Info Katalog | weitere Bilder                            |
| Teplice, Na Letné 835/9 (Standort)                           | Restaurant Letná                              | ehem. Kaiser-Franz-Joseph-Warte, 1897 für den Alpenverein Teplitz errichtet, ab 1918 Hohe Warte oder Ziegenschloss auf dem Letna-Hügel (U kozičky). Architekt: Gustav Jirsch | 43973/5-5257 Info Katalog | weitere Bilder                            |
| Teplice, Na Letné 270/4 (Standort)                           | Škvárovník-Schlösschen (Hrádek Škvárovník)    | „Schlackenburg“ (1805–1826), errichtet von Maurermeister Franz Jerke, ehem. Schloss-Restaurant Škvárovník – jetzt eine romantische Ruine | 43974/5-5258 Info Katalog | weitere Bilder                            |

### Trnovany(Turn)
| Lage                                                  | Objekt                                    | Beschreibung                                                          | ÚSKP-Nr.                  | Bild           |
| ----------------------------------------------------- | ----------------------------------------- | --------------------------------------------------------------------- | ------------------------- | -------------- |
| Teplice-Trnovany, Doubravská hora, Nr. 104 (Standort) | Doubravská hora – Teplitzer Schlossberg   | Ruinen einer mittelalterlichen Burg, wieder aufgebaut auf der Bastion | 43545/5-2529 Info Katalog | weitere Bilder |
| Teplice-Trnovany, Masarykova třída 30/95 (Standort)   | Haus Ritterburg                           | Gesellschaftshaus Ritterburg                                          | 43967/5-5251 Info Katalog | weitere Bilder |
| Teplice-Trnovany, Emilie Dvořákové (Standort)         | Haus mit Gedenktafel für Emilie Dvořáková | Stadthaus mit Gedenktafel für Emilie Dvořáková                        | 54532/5-2532 Info Katalog | BW             |

### Nová Ves (Neudörfel)
| Lage                                      | Objekt         | Beschreibung                                                  | ÚSKP-Nr.                  | Bild           |
| ----------------------------------------- | -------------- | ------------------------------------------------------------- | ------------------------- | -------------- |
| Teplice-Nová Ves, Ve chvojkách (Standort) | Kudlichdenkmal | Kudlich-Denkmal – Denkmal zur Abschaffung der Leibeigenschaft | 43968/5-5252 Info Katalog | weitere Bilder |

### Hudcov (Hundorf)
| Lage                                                          | Objekt     | Beschreibung                    | ÚSKP-Nr.                  | Bild           |
| ------------------------------------------------------------- | ---------- | ------------------------------- | ------------------------- | -------------- |
| Hudcov (Standort)                                             | Ziegelei   | Schornstein der ehem. Ziegelei  | 43782/5-2620 Info Katalog | weitere Bilder |
| Hudcov, Všechlapská, Nr. 270, nördlich von Nr. 102 (Standort) | Kalkofen   | Schornstein des ehem. Kalkofens | 104352 Info Katalog       | Kalkofen       |
| Hudcov, Výšina (silnice II/254), parc. 417 (Standort)         | Wasserwerk | Wasserwerk                      | 43984/5-5268 Info Katalog | Wasserwerk     |

### Sobědruhy(Soborten)
| Lage                                               | Objekt                      | Beschreibung                       | ÚSKP-Nr.                  | Bild           |
| -------------------------------------------------- | --------------------------- | ---------------------------------- | ------------------------- | -------------- |
| Sobědruhy, Bohosudovská, Židovský kopec (Standort) | Jüdischer Friedhof Soborten | Jüdischer Friedhof mit Grabsteinen | 43986/5-5270 Info Katalog | weitere Bilder |